# Ciornoliska, Znameanka
Ciornoliska (în ucraineană Чорноліска) este un sat în comuna Țîbuleve din raionul Znameanka, regiunea Kirovohrad, Ucraina.

## Demografie
Componența lingvistică a localității Ciornoliska
     Ucraineană (100%)
Conform recensământului din 2001, toată populația localității Ciornoliska era vorbitoare de ucraineană (100%).